# Es waren einmal Flitterwochen
Es waren einmal Flitterwochen (Originaltitel: Once Upon a Honeymoon) ist ein US-amerikanischer Spielfilm aus dem Jahre 1942. Regie führte Leo McCarey, das Drehbuch schrieb Sheridan Gibney. Die Hauptrollen spielten Cary Grant, Ginger Rogers und Walter Slezak.

## Handlung
Wien 1938. Die ehemalige Burlesque-Tänzerin Kathie O’Hara, die als Katherine Butt-Smith auftritt, steht kurz der Erfüllung eines Traums: Sie wird den österreichischen Baron Franz von Luber heiraten. Der Journalist Patrick ‚Pat‘ O’Toole versucht, über sie an von Luber heranzukommen, um diesen als Helfer Hitlers zu enttarnen. Dazu gibt er sich zunächst telefonisch als Angehöriger der US-Botschaft und später als Schneider aus. Obwohl ihm seine Bemühungen nur wenig weiter helfen, kommt er Kathie näher und versucht nun, ihr die Augen über den Baron zu öffnen. Er folgt Kathie und von Luber über die Tschechoslowakei (wo Kathie und von Luber heiraten) nach Polen, wobei sie die jeweiligen Länder kurz nach dem Einmarsch der Nationalsozialisten verlassen. In Polen lernt Kathie den jungen deutschen Botschaftsattaché von Kleinoch kennen, der kurz darauf geopfert wird um den polnischen General Borelski, der von Luber ins Gefängnis bringen will, zu ermorden. Von Luber wird trotzdem verhaftet, nur kann ihm ohne Borelski nichts nachgewiesen werden. Nach dem kurz darauf erfolgenden Einmarsch Deutschlands hilft sie der Dienstmagd Anna, einer Jüdin, die mit ihren beiden Kindern aus Deutschland geflohenen war, zu entkommen. Dazu fälscht sie ihren eigenen Ausweis, um Anna die Ausreise als Katherine Butt-Smith zu ermöglichen. Kurz bevor von Luber aus dem Gefängnis zurückkommt, verlässt Kathie mit Pat das Hotel und lässt sich mit Hilfe eines Kollegen von Pat als tot erklären. Etwas später werden Kathie und Pat von einer deutschen Militärstreife in einem zerbombten Haus aufgegriffen. Sie können sich nicht ausweisen (Pat hatte seine Papiere bei Bombenangriffen verloren). Kathie hat aber noch Annas Ausweis bei sich. Daher werden die beiden als Juden interniert, kurz darauf aber dem amerikanischen Konsul übergeben. 
Kathie und Pat folgen von Luber über Norwegen, die Niederlande und Belgien nach Frankreich, wobei wiederum jedes einzelne Land von den Nazis erobert wird. In Paris werden sie zum Fotografen Gaston Le Blanc geschickt. Pat ist mit seinen Bildern schnell fertig und geht zum Einkaufen. Le Blanc identifiziert sich Kathie gegenüber als amerikanischer Spion in Frankreich und verpflichtet sie zum Dienst am Vaterland. Sie soll zu von Luber zurückkehren und herausbekommen, was Hitler bezüglich der USA plant. Am Abend macht Pat Kathie einen Heiratsantrag, bekommt aber keine Antwort, allerdings wird klar, dass Kathie ihn heiraten will. Am nächsten Morgen ist Kathie verschwunden. Nun wird auch Paris vom Deutschen Reich erobert. In einem Straßencafé trifft Pat von Luber in deutscher Uniform. Der erzählt ihm, dass seine totgeglaubte Frau überraschend zu ihm zurückgekehrt und nun sehr neugierig sei. Mit einem Hinweis auf Kathies Sicherheit fragt er Pat, ob er nicht Deutschlands Stimme in Amerika sein möchte. Kathie bringt ihre ersten Ergebnisse zu Le Blanc. Der kann diese weitergeben, wird dann aber von der deutschen Spionageabwehr erschossen. Kathie wird dabei verhaftet und zu von Luber zurückgebracht. Da von Luber es nicht schafft, herauszubekommen, was sie weitergegeben hat, stellt er sie unter Bewachung, damit sie der Gestapo übergeben werden kann. In der Zwischenzeit will er zusammen mit anderen hochrangigen Nazis die erste Sendung Pats hören. Mit Hilfe der überraschend auftauchenden Anna kann Kathie fliehen. Pat hält seine Sendung wie geplant, sabotiert dabei aber von Lubers Ruf, indem er andeutet, dass von Luber nun sehr hoch in der Nazihierarchie stehe und alle, die noch über ihm stünden, in der nahen Zukunft hinwegfegen werde. Als Kathie bei ihm eintrifft erwähnt er auch das und, dass sie, von Lubers Frau, Jüdin sei.
Kathie und Pat reisen per Schiff zurück in die Vereinigten Staaten. Kathie macht alleine einen Spaziergang an Deck und trifft dabei auf von Luber. Er sagt ihr, er habe sich beim Führer herausreden können und sei nun geschieden und auf einer Goodwillmission in die Vereinigten Staaten. Sie antwortet, dass sie ihn daran hindern werde. Daraufhin greift er sie an, doch sie wehrt sich und von Luber geht über Bord. Kathie steht unter Schock und braucht daher etwas länger, Pat zu treffen und ihm die Sache zu erklären. Nach weiteren Komplikationen gelangt die Nachricht an den Kapitän, der das Schiff wenden lässt. Er meint, wenn von Luber ein guter Schwimmer sei, habe er noch Überlebenschancen. Als Kathie sagt, er sei Nichtschwimmer, lässt der Kapitän das Schiff wieder wenden.

## Hintergrund

### Produktion
Es waren einmal Flitterwochen war Leo McCareys erste Produktion für RKO Pictures. Die Dreharbeiten liefen vom 8. Juni bis zum 21. August 1942; es gab einen Nachdreh vom 2. bis zum 29. September 1942, möglicherweise aus versicherungstechnischen Gründen.

### Besetzung
Für Walter Slezak war Es waren einmal Flitterwochen der erste Film, den er mehr als zehn Jahre nach seiner Emigration in den USA drehte. Der Film war außerdem die erste Zusammenarbeit von Cary Grant und Ginger Rogers. Obwohl den beiden eine gute Chemie attestiert wurde, gab es nur einen weiteren Film mit den beiden, nämlich Liebling, ich werde jünger. Allerdings konnten die beiden sich nicht einigen, wer denn nun die Hauptrolle in Es waren einmal Flitterwochen habe. Daraufhin wurde in der einen Hälfte der Kopien Rogers und in der anderen Hälfte Grant zuerst genannt. Insgesamt war 1942 ein ereignisreiches Jahr für Cary Grant. In dieses Jahr fielen seine Einbürgerung in die USA und seine Bemühungen, Kriegsdienst leisten zu dürfen. Außerdem heiratete er Barbara Hutton am 8. Juli. Die Flitterwochen fielen aus, weil er bereits am nächsten Tag zu den Dreharbeiten zu Es waren einmal Flitterwochen musste. Anfangs wurde auch George Sanders als Darsteller genannt. Dies änderte sich aber bald, und er ist im Film nicht zu sehen.

### Uraufführungen
Es waren einmal Flitterwochen hatte seine Weltpremiere am 2. November 1942 in Hollywood. Der offizielle US-Kinostart war am 27. November 1942. Die deutschsprachige Erstaufführung war am 7. Juli 1994.
Auf DVD wurde der Film am 22. März 2009 veröffentlicht.
Vertrieben wurde der Film von RKO Pictures.

## Rezeption

### Kritik
Bosley Crowther beginnt seine Kritik zwar mit der Aussage, dass Leo McCarey ein „brillanter Regisseur“ sei, macht dann aber seinen Beitrag als Produzent, Regisseur und Coautor des Drehbuchs gnadenlos nieder. Er nennt es einen „fatalen Fehler“, eine „romatische Komödie mit einem Thema zu vermischen, das grundsächlich tragisch und weit davon entfernt sei, frivol zu sein“. Weiterhin nennt er den Film (oder Szenen daraus) geschmacklos, gefühllos und äußerst beleidigend. Die schauspielerischen Leistungen lobt er dagegen. Den von ihm geschätzten Cary Grant und Ginger Rogers attestiert er gewohnt gute Leistungen. Walter Slezaks Darstellung nennt er „außerordentlich beeindruckend“. Auch die Leistungen in den Nebenrollen findet er gut, wobei er Natasha Lytess besonders hervorhebt.
In der ebenfalls zeitgenössischen Kritik in Variety wird zwar kritisiert, dass der Film dialoglastig sei und zu viele Szenen auf „sekundäre Sequenzen“ verwende. Ansonsten könne der Film die Spannung aber bis zum Ende aufrechterhalten. Die Besetzung, besonders Cary Grant und Ginger Rogers, sei exzellent.
Craig Butler sieht zwei Seiten an dem Film. Zwar würde ihn niemand als besonders gelungen bezeichnen, er habe aber einige gute Aspekte, besonders die Chemie zwischen Cary Grant und Ginger Rogers und die Leistung Walter Slezak, die Bewunderung inspiriere. Es gebe aber auch gute Gründe, den Film nicht zu mögen, wie den erratischen Charakter der Regie und die Art, wie das Drehbuch Screwball-Komödie, Romantik und Agententhriller vermischen wolle und dabei vollständig versage. Auch habe der Film wirklich geschmacklose Szenen. Trotzdem lohne es sich, sich ihn anzusehen, und sei es nur, um zu sehen, was McCarey und sein Team erreichen wollten, und wie sehr ihnen das misslungen sei. Dennis Schwartz sah eine interessante und kuriose Tragikomödie. David Kehr schreibt von einem „erstaunlichen Versuch, Screwballkomödie und Kriegspropaganda zusammenzuführen - sogar noch erstaunlicher, weil er im Großen und Ganzen funktioniert.“
Das Lexikon des internationalen Films meint, der Film schwanke „unentschlossen zwischen Komödie, Melodram und Drama“ und finde zu „keiner Einheit“. Er sei „als Beispiel für Filmpropaganda dennoch von Interesse“.

### Einspielergebnisse
Es waren einmal Flitterwochen spielte in den US-amerikanischen und kanadischen Kinos 1942 etwa 2,6 Millionen Dollar ein und war damit der erfolgreichste Film von RKO Pictures in diesem Jahr. Insgesamt brachte der Film dort 5,2 Millionen Dollar ein.

### Auszeichnungen
Bei der Oscarverleihung 1943 war Stephen Dunn in der Kategorie Bester Ton nominiert, unterlag aber Nathan Levinson (Yankee Doodle Dandy).

### Nachwirkungen
Am 12. April 1943 sendete das Lux Radio Theatre ein Hörspielversion mit Claudette Colbert, Brian Aherne, Laird Cregar und Albert Dekker.